# テラー・ウラム型

テラー・ウラム型構造の基本形：核融合燃料の圧縮と加熱に原爆の放射エネルギーを用いる

テラー・ウラム型（テラー・ウラムがた、英: Teller–Ulam design : H-bombまたは、MOS型 - 英: MOS-typeとも）は、多段階式メガトン級熱核兵器に使われる構造であり、より一般的には水爆の構造のことを表す。この名称は1951年に構造を考案した2人、ハンガリー生まれの物理学者エドワード・テラーと、ポーランド生まれの数学者スタニスワフ・ウラムから付けられた。このアイディアは、核融合燃料のそばに起爆剤として原子爆弾を置くことで考え出され、核分裂反応を用いて、核融合燃料を圧縮・加熱する方法として知られている。ここで述べる内容は、異なった情報源からの追加情報と差分により推定されたものである。
本理論に基づく最初の核実験は、1952年にアメリカ合衆国により"アイビー作戦"として実施された。本理論は、ソビエト連邦ではサハロフの第3のアイディアとして知られている。また同様の兵器は、イギリス、中華人民共和国、およびフランスでも開発されている。この中でも一番強力な熱核爆弾は、ソビエトが行った核出力50メガトンの核実験で使われたツァーリ・ボンバである。

## 核兵器の仕様に関する公開情報
実際の核分裂および核融合兵器に関する詳細な情報は、いくつかのレベルに分けられており、実質的には先進国のすべてにおいて機密扱いとなっている。例えばアメリカ合衆国では、政府にも兵器関連企業にも属していない人物によって生み出された情報であっても、“機密情報”(classified)に区分されている。これは、“生まれながらの機密情報”であるという法律上の原理に基づいている（ただし、憲法上の効力については疑問が投げかけられている）。この“生まれながらの機密情報”に対する法的な規制は、民間が行う予測に対しては滅多に適用されてこなかった。この点に関しアメリカ合衆国エネルギー省は、公式の政策として、この種の情報が漏洩したことそれ自体に言及しないこととしている。というのも、その種の言及を行えば、情報が正しいということを暗に認めた格好になるためである。一般の報道機関からの兵器関連情報を米国政府が事前に検閲しようと試みてきた数少ないケースがこれまでにもあった。しかし、大した成果は得られていない。
公式発表において大量のぼかされた情報が公表されており、また、非公式にもより一層大量のぼかされた情報が核爆弾の開発者からも提供されている。しかし、一般に流布している核兵器に関する大抵の説明は、憶測、既知の情報に基づくリバースエンジニアリング、または、類似の物理学領域との比較、といったものに相当程度依拠している（その最たる例が、核融合の封じ込めに関する情報である）。こういった過程を経て得られている核爆弾についての多くの非機密情報は、公式の非機密情報についての公表された内容、関連する物理学とは一般論として矛盾せず、また、その情報相互の範囲内でも矛盾はないと考えられてはいる。ただし、今でも未解決の要素がいくつか存在している。テラー・ウラム型に関する公知の知識についての現状は、そのほとんどが、以下の節に概要が記載されるわずか数例の特定の実例に合わせてまとめてこられたものに過ぎない。

## 基本原理
テラー・ウラム型の基本原理は、熱核兵器内の異なった部分が各段階の爆発で生じたエネルギーを、次の段階の起爆に利用する“多段階”として連鎖反応させられるという考えに基づいている。最小限の構成では、核分裂爆弾で構成されたトリガーとしてのプライマリー（第1段階）と、核融合燃料で構成されたセカンダリー（第2段階）の部分から構成される。段階式である理由により、セカンダリーと同じ構成をターシャリー（第3段階）としてさらに核融合燃料を追加することも可能である。プライマリーからのエネルギー放射によりセカンダリーが圧縮され、爆縮論理により核融合燃料が加熱されて反応が始まる。

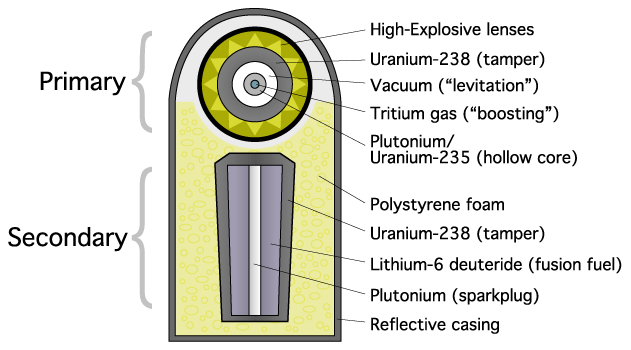
テラー・ウラム型構成の一例

核融合燃料は放射性物質（ウラン235など）の容器に入っており、これはプライマリーで生じたエネルギーを一時的に閉じ込める役割を果たす。容器の外側は爆弾自体の容器であり、これは全ての熱核爆弾に共通の構造で、一般に公開されるのはこの外観だけである。異なった熱核爆弾の外観をとらえた膨大な写真は、機密解除されている。
プライマリーは一般的な“爆縮”型原子爆弾であると考えられているが、核分裂反応の強化（ブースター）用に少量の核融合燃料も添加されている場合がある。核分裂反応で核融合燃料が加熱・圧縮されると大量の中性子を放射する。プライマリーが起爆されると、プルトニウム239、またはウラン235の核が爆縮レンズ形状に配置された高性能爆薬により球形に圧縮され、連鎖反応を起こして核分裂エネルギーを発生させる。
セカンダリーは通常、核融合燃料とその他の材料との円筒形積層構造になっている。円筒のいちばん外側は“プッシャー・タンパー”という部分で、ウラン238（劣化ウラン）や鉛で出来ており、核融合燃料の圧縮を助ける働きをする（ウランの場合には、最終的に自身も核分裂反応を起こす）。核融合燃料部分は通常重水素化リチウムで構成される。この理由は極低温の必要がある液化重水素/三重水素を使用するよりも兵器としての運用が遙かに容易なためである（比較として、液化三重水素を使用したアイビー作戦マイク実験と、重水素化リチウムを使用したキャッスル作戦ブラボー実験があげられる）。重水素化リチウムを用いたものは、乾式と呼ばれる。この"乾式"燃料にプライマリーからの中性子が当たると三重水素が発生する。この重い水素の同位体は、燃料に含まれている重水素と共に核融合を起こす（核融合時の技術的な振る舞いに関しては、核融合記事を参照のこと）。積層燃料の中心部には“スパーク・プラグ”と呼ばれる部分があり、ここには意図的に“空気の泡”が入れられた核分裂物質（プルトニウム239、またはウラン235）があり、この部分もプライマリーの爆発により圧縮されると核分裂を起こす（圧縮により臨界量を超えるように設計されているため）。さらにターシャリーを設置する場合には、セカンダリーと同等の構造のものを、プライマリー＝セカンダリーと同等の位置関係で、外側に設置する。
プライマリーとセカンダリーの二重構造となっている理由は、その中間段階にある。核分裂を起こすプライマリーは3種のエネルギー（高温高圧のガス、強力な電磁波、大量の中性子）を発生する。この中間部分の存在により、プライマリーからセカンダリーへの核融合反応発生のための必要なエネルギー変換を行なわれている。この部分は高熱のガス、電磁波、および中性子を正しい方向に正しいタイミングで送り出すために重要である。中間部分を持たない構造では、セカンダリーは完全には起爆しない場合が多く、この状態は“フィズル”として知られている。キャッスル作戦の“クーン実験”は良い例で、高圧ガスによるセカンダリーの圧縮がまだ不十分な内に大量の中性子放射が始まってしまい、結果として核融合反応を阻害してしまった。
公開されている文書の中では、この中間段階に関する記載は極く少ししか無い。その中でもベストなのは、米国のW76型核弾頭によく似たイギリスの熱核爆弾の簡略構造図である。これはグリーンピースによって"Dual Use Nuclear Technology"という名称で報告されている 
（清書版はこちら ）。この構造図には、主な部品とその配置が描かれているが、詳細についてはほとんどが欠けている（この部分は故意に省略された可能性が高い）。これらは“終端キャップと中性子集束レンズ”、および“反射板覆い”と表記されている。中間部分には、プライマリーからスパーク・プラグへの中性子の通路と、セカンダリーへのX線の反射通路がある。一般的に全体を包む容器は、ウラン等のX線を通さない物質で造られる。ただしここはプライマリーからのX線を鏡のように反射するのではなく、代わりにX線によって高温状態になり、X線をムラ無くセカンダリーに伝える（この現象は“放射爆縮”として知られている）。次に“反射材/中性子銃砲架”は、中央にある中性子集束レンズとプライマリー側の全体ケースとの隙間を埋め、X線の反射材として機能している間はプライマリーとセカンダリーを分離させ、中性子銃砲架のうちのおよそ6個（詳細はサンディア国立研究所 を参照）は各々の一端と共に反射材の外側に突き抜けて砲架に留められ、反射板覆いの周囲に均等に配置される。しかしながら各々は、隣のものよりも高い位置に傾いて取り付けられている（これは銃身のライフリングに似ている）（“ポリスチレンの偏光プリズム/プラズマ源”は以下を参照のこと）。
米国政府の文書で中間段階に関して最初に解説されたのは、公開された高信頼性代替核弾頭(Reliable Replacement Warhead)の中である。この文書では、機構単位でみた"RRW"の潜在的優位性について述べられており、中間段階方式の“有害物質、不安定な物質、そして高価で特別な材料”を置き換える“特別な機構”を有するとしている。
この“有害で不安定な物質”とはベリリウムを指しており、これはプライマリーからの中性子の流れを加減するものと広く知られている。またX線の吸収と再放射のためにも、いくつかの物質が使われている 。
特別な材料としては、非公式なコードネームで“フォグバンク(Fogbank)”と呼ばれるものがあるが、これは物質ではなく構造部品であると考えられている。この構造部品はエアロゲルである可能性が指摘されている。しかしながらこの生産は、もう何年も行われていないが、“核兵器の延命作業”には生産再開を必要としている（唯一アメリカ合衆国エネルギー省の国家核安全保障局Y-12プラント（テネシー州オークリッジ）のみが供給可能な工場である）。この製造には有害で不安定なアセトニトリルを必要とし、これは作業者に危険が及ぶ可能性がある（2006年3月には、3度の事故を起こしている）。
上記の内容を簡略化すると、以下のようになる。
1. まずプライマリーとして、爆縮型の核分裂爆弾が爆発する。核分裂反応の効率を高めるためにプライマリー・コアに核融合燃料も使用することは、反応の“増強(Boosting)”と呼ばれる。極少量の三重水素ガスがブースター用として、プライマリー内部に入れられていた場合、三重水素は核分裂爆発により圧縮されて核融合反応が発生する。この核融合反応は核出力にほとんど寄与しないが、効率的に中性子を発生させる。この中性子が核分裂反応のブースターとして作用し、発生した中性子はプライマリー内のウラン235やプルトニウム239にさらなる核分裂を起こさせる。このブースティングにより、核分裂燃料の反応する割合を向上させることができる（この増強手法を使わなかったため、リトルボーイでは1.4%、ファットマンでは14%が実際に反応を起こした部分であるといわれている）。
2. プライマリーで発生したエネルギーは、セカンダリーの核融合燃料部分に転送される。しかしながら、転送の正確な仕組みは不明である（この仕組みに関する推測は下記を参照のこと）。転送されたエネルギーは、核融合燃料およびスパーク・プラグを外側から圧縮する（圧縮されたスパーク・プラグは臨界に達し、核分裂連鎖反応を起こす。この反応で出る熱は、圧縮された核融合燃料をさらに加熱し、核融合反応が起こるに十分な温度にまで燃料の温度を上昇させる。さらにスパーク・プラグの核分裂反応は中性子を発生し、これが核融合燃料中のリチウムから核融合を起こす三重水素を生成させる）。一般的には、一定の容積内にある気体分子の運動エネルギーが上昇すると、気体の温度と圧力が上昇する（これは一般的な気体の振る舞いである）。
3. セカンダリーの核融合燃料は、通常は劣化ウランや天然ウランのタンパー/プッシャーに囲まれており、この部分のウラン238は通常の核分裂爆弾で発生する中性子では核分裂を起こさないが、核融合燃料が反応を起こした際に発生する高速中性子では核分裂を起こし、場合によっては核融合によるエネルギー以上のエネルギーを発生させる。

実際の熱核兵器のデザインは多様である。例えば、プライマリーで核分裂反応のブースティング機構を使うか使わないか、異なった種類の核融合燃料を使うか、核融合燃料の周囲を劣化ウランや天然ウランではなくベリリウム（または中性子を反射する材料）を使用し、さらなる核分裂反応が起こる事を抑制する等がある。
テラー・ウラム型の基本的な考えは、核分裂や核融合（またはその両方）の各“段階”がエネルギーを放射し、これを次の段階の起爆に使用するというものである。プライマリーで発生したエネルギーを正しくセカンダリーに伝える方法に関しては、いくつかの異なる論議があるが、主にプライマリーの核分裂で放射されるX線を転送することで行っていると考えられている。この転送されたエネルギーはセカンダリーを圧縮することに使われるが、この方法に関しては5つの理論が提案されている。
- プライマリーの核分裂反応による中性子の放射を使用する方法。これは“スタニスワフ・ウラム”の最初の提案だといわれているが、正しく機能しなかったために破棄された。
- プライマリーの爆発による衝撃波を使用する方法。これはスタニスワフ・ウラムの2番目の提案だといわれているが、やはり正しく機能しなかったために破棄された。
- X線による放射圧力を使用する方法。この方法は最初の実用案であったが、米国人ジャーナリストのハワード・モーランドにより The Progressive 誌上で公開されてしまった。
- X線により、容器内の充填物（ポリスチレン）からプラズマを発生させる方法。これは米国人の研究家チャック・ハンセンにより公開され、後年になってからはハワード・モーランドもこちらに賛同した。
- タンパー・プッシャー蒸発圧力法。これが現在、実際に使われている機構だと考えられている。

### 放射圧力法
放射圧力法は、密閉された容器内で大量のX線光子が発生することで機能し、セカンダリーの核融合燃料を圧縮する。全体の大きさとプライマリーの特色として、2つの熱核爆弾が良く知られている。この一つはアイビー作戦の“マイク実験”であり、もう一つはB61型核爆弾のバリエーションである（巡航ミサイル用の）最新のW80型核弾頭である。マイク実験での放射圧力は7,300万バール（7.3テラパスカル）であったのに対し、W80では14億バール（140テラパスカル）にもなっている。

### 発泡剤プラズマ圧力法
発泡剤プラズマ圧力法は、チャック・ハンセンにより開発段階で提案されたもので、これは熱核兵器の容器内に充填する発泡剤に関する調査資料（現在は機密解除されている）を基にしている。
発泡剤を使用した熱核兵器の起爆構造は以下のようになる。
1. プライマリー内のコアの周囲を囲んでいる高性能爆薬は、爆発すると核分裂燃料を臨界まで圧縮し、核分裂連鎖反応を開始させる。
2. プライマリーの核分裂によりX線が放射されるが、これは爆弾の容器部分により内側に反射され、ポリスチレンの発泡剤に放射される（X線の反射の意味については、下図を参照のこと）。
3. X線を浴びた発泡剤は相転移を起こして高温のプラズマになり、これはセカンダリーに向かって行き“タンパー”を強力に圧縮する。この圧縮により、“スパーク・プラグ”内でも核分裂反応が開始される。
4. プライマリー起源のプラズマ（外側）とスパーク・プラグ（内側）の両方から圧縮されることで、“重水素化リチウム”燃料は高温・高圧の熱核反応を起こす状態にまで加熱・圧縮される。また中性子の放射も受けることで、リチウム6の原子は2つの三重水素原子に分裂する。そして三重水素と重水素が核融合反応を始め、さらなる中性子と膨大な量のエネルギーを放射する。
5. 核融合反応を始めた燃料は多量の高速中性子を発生し、これはウラン238で出来たタンパー、および爆弾の容器に放射され、ウラン238は核分裂反応を始める（デザインによっては、全体の爆発エネルギーの約半分が、この核分裂反応によって発生する）。

これは完全な“核分裂-核融合-核分裂”反応となる。核分裂とは異なり、核融合は比較的“クリーン”な反応で、エネルギーは発生するが有害な放射性物質や多量の放射性降下物は発生させない。しかし（特に最後の）核分裂反応は、莫大な量の放射性降下物を発生させる。もしウラン製タンパーの材料を鉛に変更し、最後の核分裂反応を起こさないようにすれば、核爆発の核出力は約半分になるが、放射性降下物は比較的少ない量に抑えることが出来る。

発泡剤プラズマ機構での起爆手順
A.起爆前の核弾頭：プライマリー（核分裂爆弾）が上側、セカンダリー（核融合燃料）が下側、両方ともポリスチレンの発泡剤により固定されている。
B.プライマリーで高性能爆薬が爆発し、プルトニウムの核が臨界量まで圧縮され核分裂反応が始まる。
C.プライマリーの核分裂はX線を放射し、X線は核弾頭容器の内側へ散乱し、ポリスチレンの発泡剤に放射される。
D.ポリスチレンの発泡剤はプラズマに相転移してセカンダリーを圧縮し、プルトニウム製のスパーク・プラグが核分裂を始める。
E.圧縮と加熱により、重水素化リチウム6の燃料は三重水素を生成し、核融合反応が始まる。中性子の放射はタンパーのウラン238の核分裂反応を起こさせ、火球の生成が始まる。

現在の発泡剤プラズマ圧縮法に対する技術的評価は、同様の高エネルギー物理学分野からの機密解除された分析結果に焦点が移っている。この分析によると、このようなプラズマによる圧縮法では放射性容器内での中性子の発生効率が低く、また発泡剤がプライマリーからのγ線とX線の吸収効果も低いことが知られている。プライマリーで発生したエネルギーの多くは、核弾頭容器の壁やタンパーの放射性物質に吸収されてしまう。この吸収されたエネルギーは、後述する“蒸発（アブレーション）”作用を起こさせると分析されている。
しかしながら、トリウムやウランのような大きい原子量の塩類を染み込ませたエアロゲル型材料は、プライマリーからのX線の高い吸収効果を発揮し、発泡剤のプラズマ圧力がセカンダリーを放射圧縮させることを可能にする。

### タンパー・プッシャー蒸発圧力法
第3に提案された方法は、プライマリーによる圧縮機構がセカンダリーの外部層であるタンパー・プッシャー部や、重金属製の核融合燃料の容器に対し、強力なX線を放射しこれらを超高温にしてアブレーションさせる。これらの部分はセカンダリーの外側向けてに爆発的に膨張し、その反動でタンパーは内側へ凄まじい速度で押し込まれ、核融合燃料とスパーク・プラグ部分を強力に圧縮する。

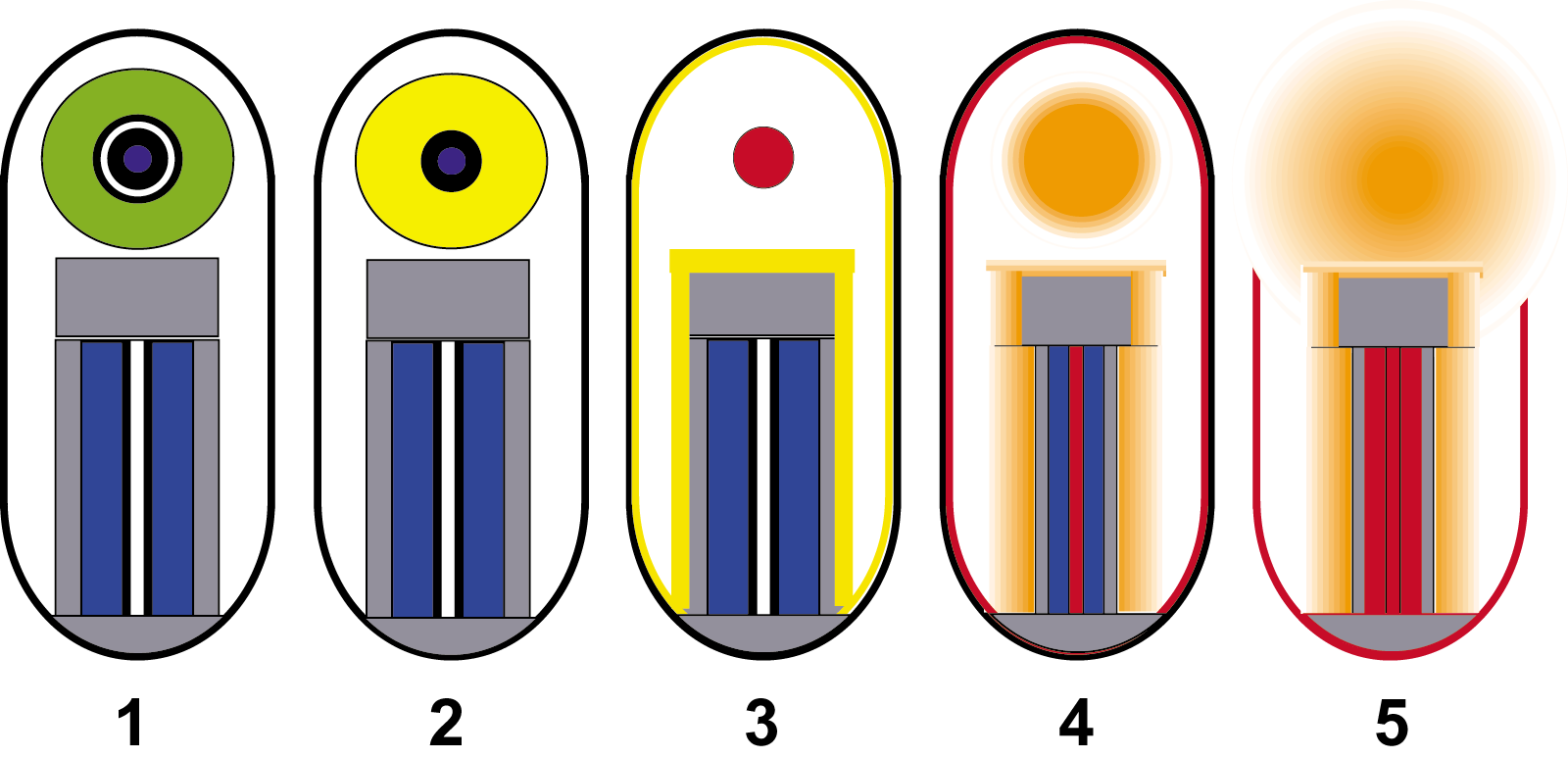
蒸発機構による起爆の手順.
1.起爆前の核弾頭。上側にある階層状の球体がプライマリーの核分裂部である。下側にある円筒状の物体が、セカンダリーの核融合燃料である。
2.プライマリーで高性能爆薬が起爆され、核分裂性のコアが爆縮される。
3.プライマリーの核分裂反応が始まる。核の温度は数百万℃に上昇し、γ線と強力なX線が放射され、ホールラウムの内部、およびセカンダリーの容器とタンパーを加熱する。
4.プライマリーの核分裂反応は終了し、爆発が始まる。セカンダリーのプッシャー表面は高温になり、結果的に蒸発して膨張し、その反動でタンパー、核融合燃料、および核分裂性のスパーク・プラグを内側に圧縮する。この結果、スパーク・プラグは核分裂反応を開始する。なおイラストには描かれていないが、セカンダリーの放射性容器も同時に蒸発し、外側に向けて膨張する（イラストを分かり易くするために除外している）。
5.セカンダリーの燃料が核融合反応を開始して、火球の生成が始まる。

重金属の蒸発による効果の概算は、比較的容易である。プライマリーが供給するエネルギーは、セカンダリーの容器全面に対して均等であり、各部分が熱平衡になるため、熱エネルギーによる効果を解析することが出来る。プライマリーが発生したエネルギーのほとんどは、1つの光学的深度を持つX線によってタンパー・プッシャー外壁面に伝えられるので、その部分の温度を計算することが可能になる。外壁面が蒸発して膨張することによって発生する、タンパーの内側への移動速度は、基本的なニュートン力学により計算することが出来る。
この計算方法をアイビー作戦のマイク実験に適用すると、タンパーが蒸発して膨張力する速度は秒速290km（およそマッハ850）になり、内側への圧縮速度は秒速400km（およそマッハ1,180）になる（タンパー・プッシャーの75%が蒸発すると仮定した場合。これは最も効率が良くなる条件である）。これがW80核弾頭の場合には、ガスの膨張速度はおよそ秒速410km（マッハ1,210）、内側への圧縮速度は秒速570km（マッハ1,680）になる。タンパーの蒸発による圧力を計算すると、マイク実験では53億バール（530テラパスカル）、W80では640億バール（6.4ペタパスカル）になる。

### 各圧力法の比較
上記3種の圧力法をアイビー作戦マイク実験、およびW80に適用すると、以下のようになる。
- 放射圧力法
  - マイク実験：7,300万バール（7.3テラパスカル）
  - W80核弾頭： 14億バール（140テラパスカル）
- プラズマ圧力法
  - マイク実験：3億5千万バール（35テラパスカル）
  - W80核弾頭：75億バール（750テラパスカル）
- 蒸発圧力法
  - マイク実験：53億バール（530テラパスカル）
  - W80核弾頭：640億バール（6.4ペタパスカル）

蒸発圧力法による計算結果は、プラズマ圧力法より1桁以上大きく、また放射圧力法より2桁近く大きな値である。放射性の容器やタンパーがエネルギーを吸収することを防ぐ方法が無いということは、これらの蒸発は明らかに避けられないということを示している。蒸発圧力法以外の方法は、必要ないように見える。
アメリカ国防総省の機密解除された正式文書では、発泡プラスチック剤は恐らく放射性容器の内部に使用されていると述べている。プラズマ圧力の効果が低いにもかかわらずこれが使用されているのは、エネルギーが全体に均等に行き渡るまで重金属の蒸発を遅らせ、十分な量の拡散物質がタンパー・プッシャーまで届く時間を確保するためとされている。

### 採用されたデザイン案
兵器のデザインとして、いくつかの異なった案が採用された。
- タンパー、または容器のどちらか一方に、最終段階の核分裂反応用としてウラン238を使用する案。
- いくつかの細かい案の中から、プライマリーからの過剰な中性子を押さえる構造を追加する案。
- 容器の内側をX線を反射する特別な機構にする案。X線の反射材は、光を反射する鏡のようなものとは異なり、反射材がX線により高温になって自身からX線を発し、これをセカンダリーに伝える動作をする。

核融合装置のデザインとしては、大きく分けて2つのタイプが存在する。1つは、実用化はされなかったが、重水素を液化冷却して使用するもので、アイビー作戦マイク実験で使用されたタイプ（いわゆる湿式水爆）。もう1つはいわゆる乾式水爆と呼ばれる、重水素化リチウムを用いる方式である。またほとんどの水爆はターシャリー部を持たないが、核出力25メガトンのB41型核爆弾は大出力であり、アメリカ合衆国の核兵器では唯一ターシャリーを持つものであった。
またソ連も、史上最大級の核出力50メガトンを誇るツァーリ・ボンバで、多段階式の水爆を採用した（実際の実験は、2段階構造の水爆で行った）。もし実際の水爆がテラー・ウラム型を基にした他の方式を採用していたとすると、それは一般には知られていない方式で、以下で述べる“スロイカ”方式等が考えられる。
重要な点は、テラー・ウラム型では2つの点でプライマリーの核分裂反応に依存していることである。1点目は、通常の（化学的）爆発が核分裂性の核を圧縮し、結果として起こる核分裂反応の威力は、化学的爆発に比べて遙かに大きい点である。2点目は、プライマリーの核分裂反応で放出される放射線はセカンダリーの圧縮と起爆に使用され、結果として起こる核融合反応の核出力は単独の核分裂反応と比べて遙かに大きいという点である。この圧縮の連鎖は、任意の数のセカンダリーへと続き、最終的に天然ウラン製タンパーの核分裂反応に至る（ただし、この最終の核分裂反応にはセカンダリーの核融合反応で放射される中性子束が不可欠である）。このようなデザインでは任意に核出力の向上を図ることが出来るので、最終的には“ドゥームスデイ・デバイス（皆殺し装置）”のレベルにまで上げられる可能性を持っているが、通常の水爆はほとんどが核出力12メガトン以下である。この理由は、実存する最大の標的を破壊するためでも12メガトン以下で十分であると考えられているためである。

## 開発の歴史

### アメリカでの開発
熱核爆弾（水素爆弾）をより小さい核分裂爆弾で起爆させる方法は、エンリコ・フェルミによって提案され、彼の同僚であったエドワード・テラーによって1941年にマンハッタン計画としてスタートした。テラーは、彼に割り当てられた核分裂爆弾の開発計画を多少おろそかにしてでも、熱核爆弾の設計作業方法を確立させるためにほとんどの労力を費やした。打ち合わせでのテラーの難解で異を唱える態度により、オッペンハイマーはテラーを核分裂爆弾の開発から切り離すことで、他の物理学者たちを高度な作業に専念させてトラブルを回避した。

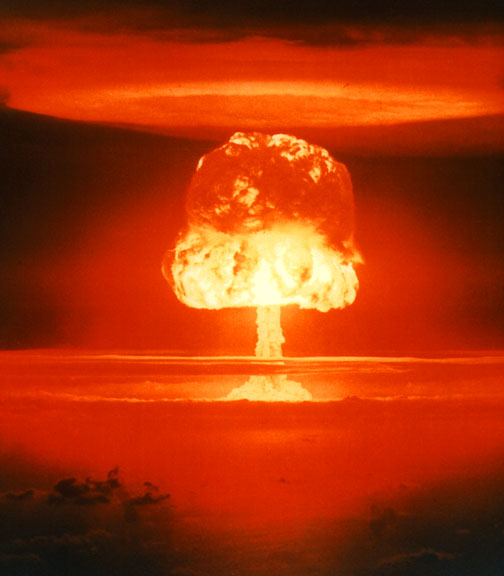
1954年3月27日に行われたキャッスル作戦ロメオ核実験

テラーの同僚であるスタニスワフ・ウラムは、動作可能な核融合兵器の設計に向けた最初の重要な概念を作成した。ウラムの行った2つの革新は、核融合爆弾を実際に動作させるためのもので、核融合燃料を超高温に加熱する前にまず圧縮して核融合に必要な状態を作り出すことであった。また多段階式の反応をさせるため、核融合材料を核分裂性のプライマリーの外側に置き、何らかの方法でセカンダリーを圧縮させることであった。そしてテラーは、もし全ての部分を“ホールラウム”か放射性物質の容器で包むことが出来れば、プライマリーからのγ線とX線の放射がセカンダリーの圧縮と起爆に十分なエネルギーとなり得ることに気が付いた。テラーと彼の支持者、および反対論者は、ウラムの提案した基本的な動作論理に対して討論を行った。
1951年には、提案された論理に基づいてグリーンハウス作戦のジョージ核実験がごく小さな規模で実施され、この実験によって論理が正しく動作することに対する期待が確信へと変わった。
1952年11月1日には、テラー・ウラム型の本格版としてアイビー作戦のマイク実験がエニウェトク環礁で行われ、核出力10.4メガトン（第2次世界大戦時に長崎に投下されたファットマン型原爆の450倍以上の威力）を記録した。この実験装置はソーセージと呼ばれ、起爆用に巨大な核分裂爆弾が使用され、液化重水素18トンを冷却しながら液体状態に保つ必要があったため、装置の総重量は70トンに及んだ。
マイク実験で使用した液化重水素燃料は、配備可能な兵器としては非実用的で、次の段階では固体の重水素リチウム核融合燃料が代わりに使用された。1954年3月1日、この方式はキャッスル作戦のブラボー実験として実施され、核出力15メガトンを記録した（実験装置はエビと呼ばれた）。なおこの実験は、米国が実施した核実験の中で最大規模のものである。
米国はすぐにテラー・ウラム型兵器の小型化に着手し、ICBMやSLBMに搭載可能な形状にさせた。1960年には、メガトン級の核弾頭が0.5mの大きさと、320kgの重量に抑えられ、W47型核弾頭 としてポラリスミサイルに搭載され潜水艦に配備された。しかし後になって、ポラリスミサイルには信頼性に問題があることがテストによって発見され、設計変更が必要になった。核弾頭の小型化は、1970年代中盤にはほぼ完成され、テラー・ウラム型は10発もしくはそれ以上の核弾頭を搭載したMIRVミサイルとして発展した（詳細はW88型核弾頭を参照のこと）。

### ソビエトでの開発

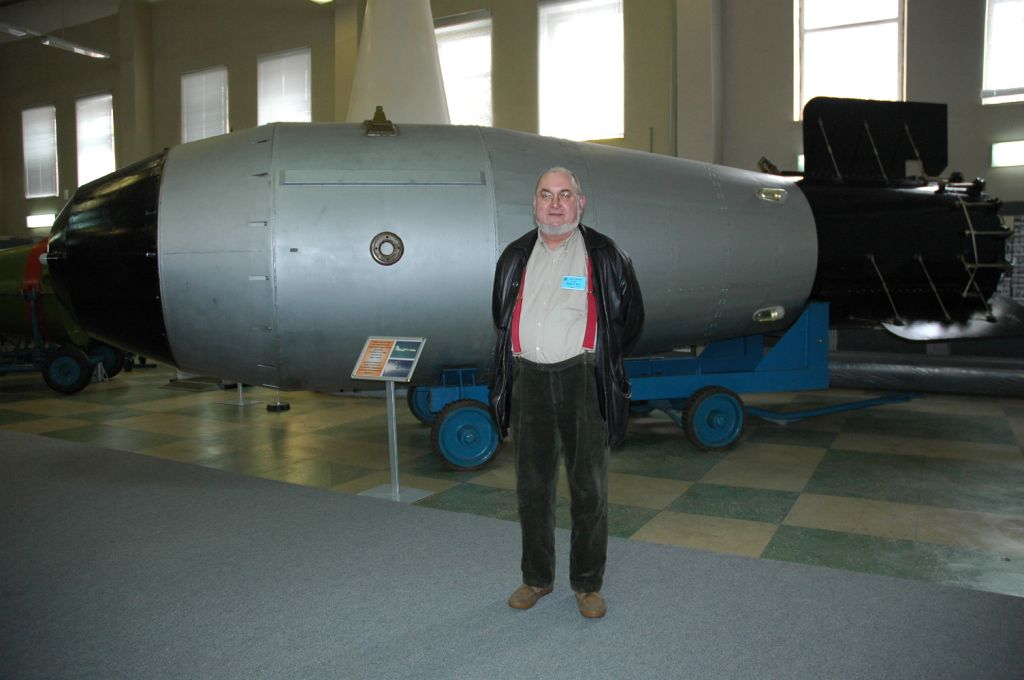
ソビエトが開発した最大の水爆“ツァーリ・ボンバ”の模型。この開発目的は、“多段階式”爆弾の核出力は非常に大きくすることが可能なことを示すためであった。

ソビエト初の核融合兵器は、1949年にアンドレイ・サハロフとヴィタリー・ギンツブルクによって開発された。これは当時“スロイカ”（後年には“ロシアの重ねケーキ”）と呼ばれた、テラー・ウラム型ではない構造をしていた。この設計は、核分裂物質と（重水素に三重水素を混入した）水素化リチウム核融合燃料を互いに重ね合わせたものであった（この構造は“サハロフの第1のアイディア”と呼ばれた）。しかし核融合反応は厳密には達成されたが、これには多段階式兵器の持つ規模を拡大する機能は無かった。核融合層は核分裂性の核を包み込んでおり、核分裂のエネルギーを多少増加させる働きをしていた（現在のテラー・ウラム型では、エネルギーを30倍にまで増やすことが可能である）。加えて全ての核融合層は、爆縮機能により核分裂性の核と共に圧縮させる必要があり、爆縮用の通常爆薬も多量に用意しなければならなかった。
最初の“スロイカ”構造の爆発テストは1953年に行われたRDS-6であり、核出力400キロトンを記録した（このうちの15%〜20%が核融合によるものであった）。しかしスロイカ構造を用いて“メガトン級”の核出力を得ることは困難であった。1952年に米国が実施した“アイビー作戦マイク実験”により、数メガトン級の爆弾が作れることが証明されたため、ソビエトはさらなる構造の追求を行った。サハロフが彼の記憶の中で“第2のアイディア”と呼ぶものは、1948年にギンツブルクによって提案された水素化リチウムを爆弾に使う方法で、人工の三重水素と天然の重水素を中性子により起爆させるものであった。
1953年の終わりに物理学者“ビクトール・ダビデンコ”は、プライマリーとセカンダリーを爆弾の中に分けて設置するという“多段階式”としての最初の突破口を見つけた。次の進展は、1954年の春にサハロフとヤーコフ・ゼルドビッチにより発見・開発されたもので、核分裂爆弾から放射されるX線をセカンダリー部の圧縮に使うという方法（放射圧縮法）であった。これは“サハロフの第3のアイディア”と呼ばれ、ソビエトでのテラー・ウラム型として知られており、1955年11月にRDS-37として実験が行われ、核出力1.6メガトンを記録した。
ソビエトは“多段階式”の概念として、1961年に巨大で非実用的なツァーリ・ボンバ実験を行った。ツァーリ・ボンバは50メガトンの核出力を記録し、その内の97%が核融合によるものであった。ツァーリ・ボンバは人類史上最大出力の核爆弾であったが、実用には大き過ぎた。しかしながら爆弾は航空機によって実験場であるノヴァヤゼムリャ上空まで運ばれ、空中投下された（詳細はツァーリ・ボンバの記事を参照のこと）。

### イギリスでの開発

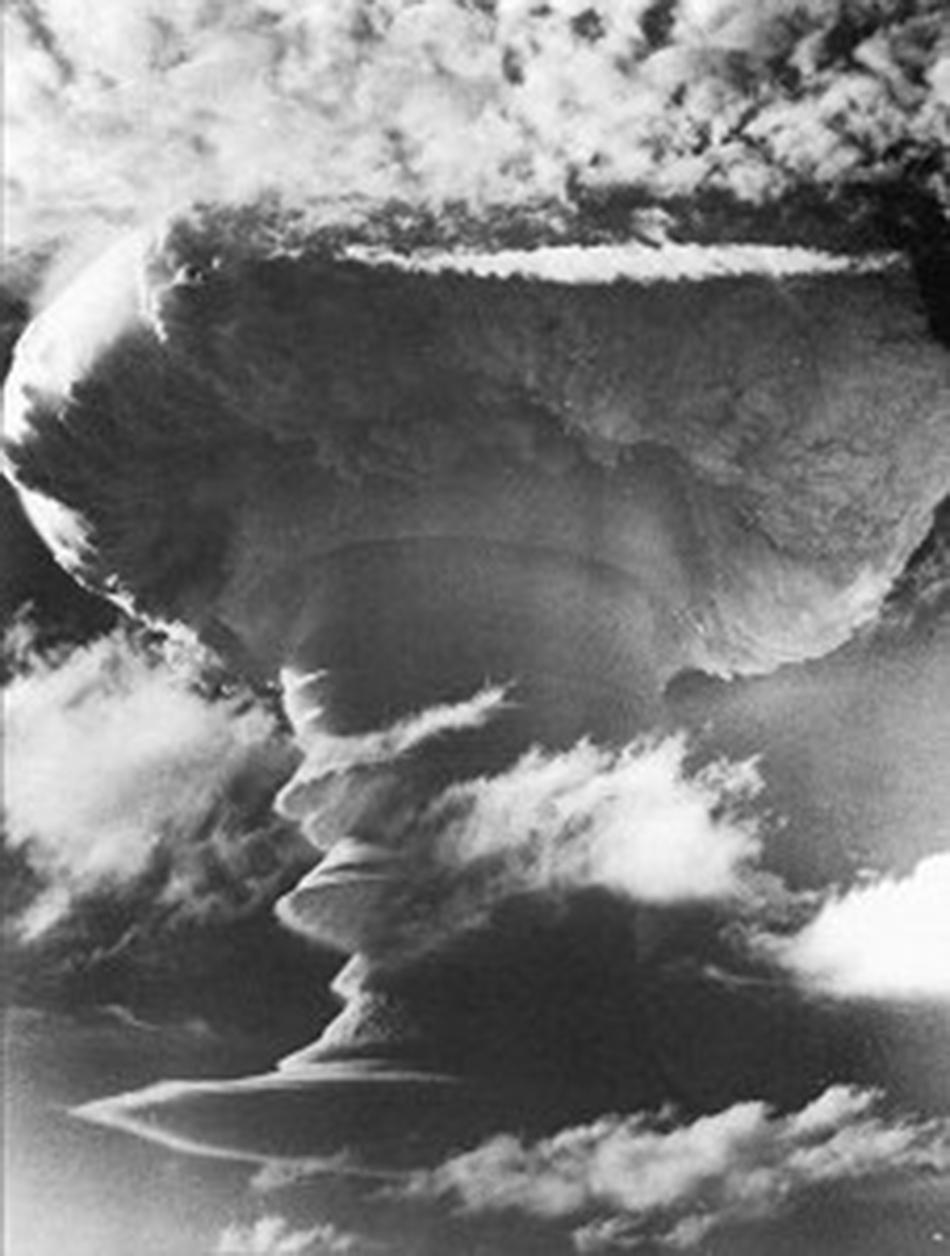
キリスィマスィ島で行われたイギリス初の水爆実験グラップル作戦

イギリスでの水爆開発は、1954年にオルダーマストンに設立された核兵器研究機関（Atomic Weapons Research Establishment, AWRE）で責任者である“ウィリアム・ペニー”の下で始まった。当時のイギリスが持っていた熱核融合爆弾に関する知識はごく初歩的なものであったが、米国は“1946年版核エネルギー法”に基づき核に関する知識を提供しなかった。しかしながらイギリスは、米国の実施したキャッスル作戦に参加することを許可され、キノコ雲の中に標本採取用の航空機を飛ばし、放射圧縮法によるセカンダリーの圧縮に関する直接的な証拠を手に入れた。
これらの困難のため、1955年にイギリスの首相であったアンソニー・イーデンは、もしアルダーマストンの科学者が核融合爆弾の開発を失敗したり、開発が大幅に遅れた際には、代わりに大出力の核分裂爆弾を使用するという機密計画に同意した。
1957年にはグラップル作戦が実施された。最初の実験である“グリーン・グラナイト実験”は核融合爆弾の試作品であったが、米国やソ連と比べて予想された核出力を得ることが出来ず、結果として得られた核出力は約300キロトンであった。第2の実験である“オレンジ・ヘラルド実験”では、改良された核分裂爆弾が使用され、核出力700キロトンを得た（これは核分裂爆発の出力として史上最大である）。当時ほとんどの人（爆弾を投下した飛行機のパイロットを含む）は、これは核融合爆弾だと考えていた。この爆弾は、1958年に実戦配備された。第2の核融合爆弾の試作品は、第3の実験である“パープル・グラナイト実験”で使用されたが、この核出力は約150キロトンに過ぎなかった。
グラップル作戦の第2シリーズは、1957年9月に行われた。最初の実験は新しいシンプルな設計で、より強力な起爆用の核を持つ2段階式熱核爆弾が使用された。これはグラップル作戦“ラウンドC”として11月8日に実施され、核出力1.8メガトンを記録した。1958年4月28日には、イギリスが開発した最も強力な爆弾が空中投下で実験され、3メガトンの核出力を記録した。1958年9月の2日と11日には最後の空中投下実験が行われ、各々およそ1メガトンの核出力を記録した。
米国の立会人は、これらの実験に招待されていた。これらメガトン級核実験の成功の後に（そしてテラー・ウラム型の機密を実用化できる知識として証明して見せたことで）、米国は核兵器に関する技術をイギリスに提供することに同意し、1958年米国-イギリス相互防衛合意を引き出した。両者の技術交流を継続することに代えて、イギリスは米国のW28核弾頭の設計資料を入手することが許可され、そのコピー品が製造された。
その他の国でのテラー・ウラム型に関する開発の詳細は、よく分かっていない。

### 中国

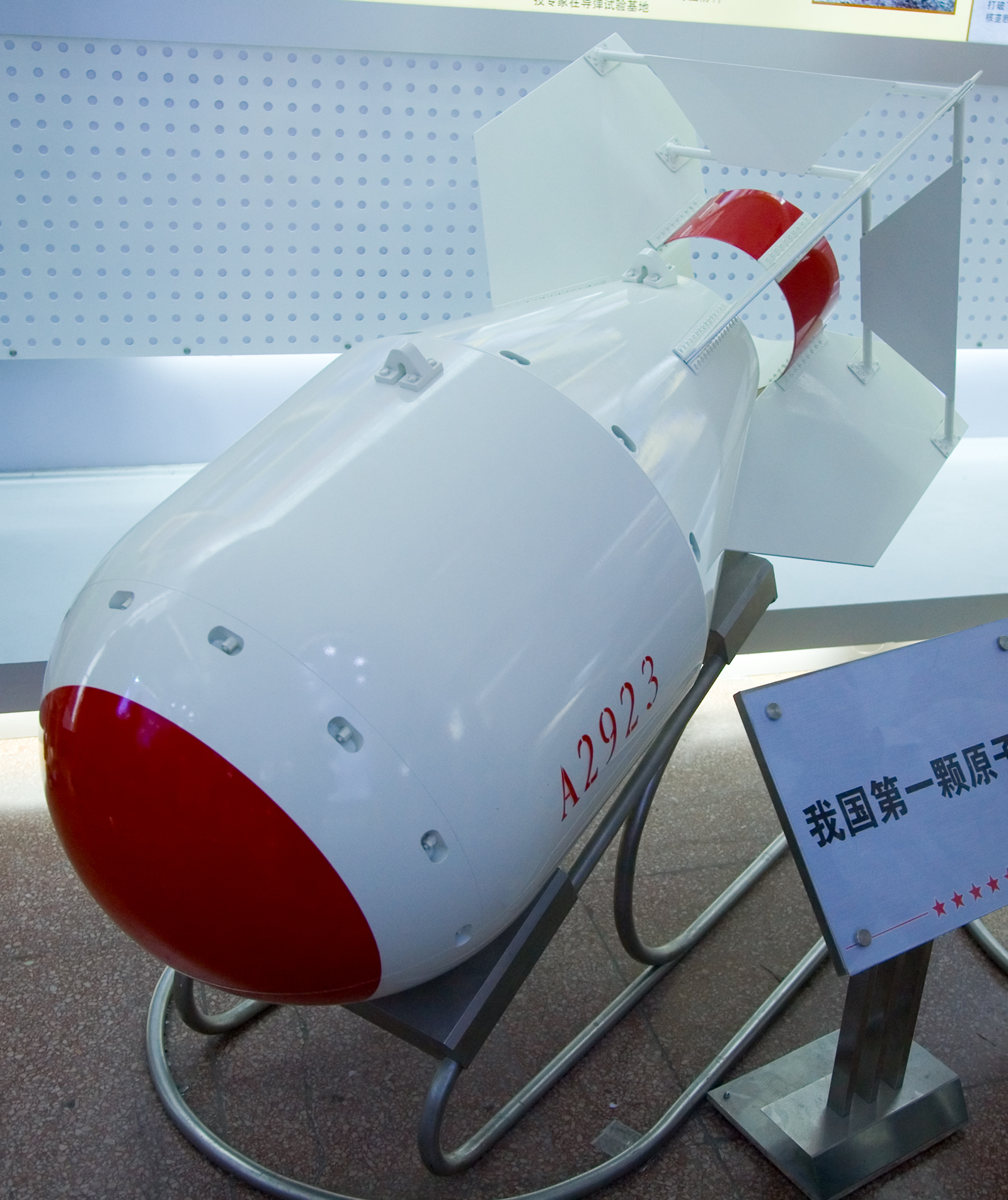
中国初の核爆弾（模型）

中華人民共和国はテラー・ウラム型熱核兵器の核実験を1967年6月に“第6テスト”として行い、核出力3.31メガトンを記録した。これは中国最初の核分裂兵器の実験から32ヶ月後のことであり、多段階式核兵器の開発期間としては最短のものとして知られている。なお中国の熱核兵器に関しては、少しのことしか分かっていない。

### フランス
フランスが開発したテラー・ウラム型熱核兵器については、ごく少しの内容しか分かっていないが、フランスは1968年8月にカノープス作戦として核出力2.6メガトンの核実験を行っている。

### 他の諸国

#### インド
インド最初の核実験は1974年5月18日に実施されたが、水爆実験は1998年5月11日にシャクティ作戦のシャクティI実験として実施された。しかしインド以外の研究者は地震計の記録から、インドの主張とは異なり実験は失敗したか、失敗に近いものであったと結論づけた。
しかしながら低出力の実験ではあっても、インドは熱核融合の能力に関して、セカンダリーの完全な起爆無しにプライマリーの振る舞いについての情報を得ることができた。
インドの情報源は、この解釈に対して異議を唱えている。彼らは初期の報告書と、シャクティI実験直後に出された米国地質調査所の短い報告書を含む彼ら独自の分析結果を繰り返しており、米国地震研究所が世界中に持つ125の観測所からの地震データも使用している。彼らは、地震の規模は60キロトンの核出力を意味しており、これはインドが発表している56キロトンの核出力と矛盾しないと主張している。核出力60キロトンに対する検証は New Scientist Magazine 誌、およびロンドンが本拠地の Scientific Journal 誌上で行われた。

#### イスラエル
イスラエルはテラー・ウラム型熱核兵器の所有を疑われているが、これはテスト用のものか、あるいは他の核兵器なのかは分かっていない。

#### パキスタン
パキスタンの行った核実験は比較的低出力であり、また熱核兵器を開発している兆候はない。

#### 北朝鮮
北朝鮮の行った2回の核実験（2006年と2009年）は比較的低出力であり、また熱核兵器を開発している兆候はない。しかし、2017年9月に6回目の核実験を行い、熱核兵器を持つことになった。

## 一般知識

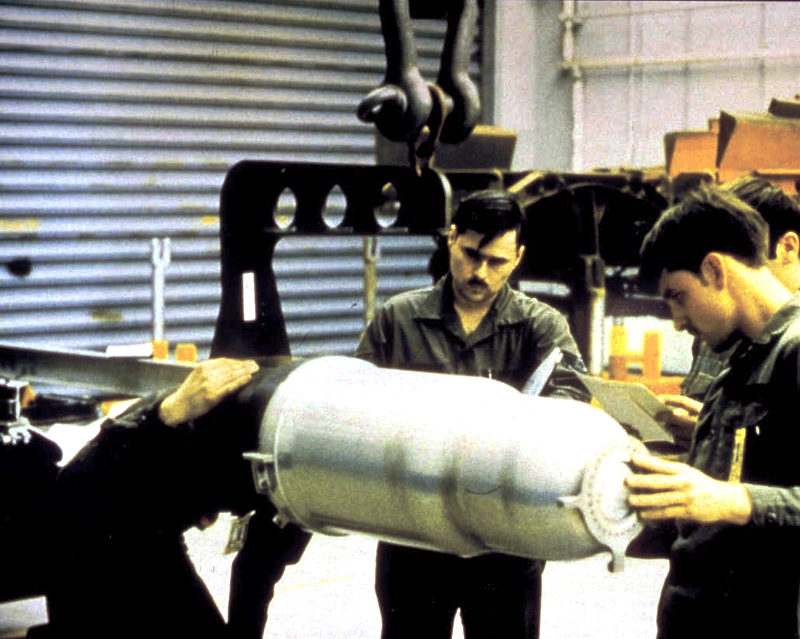
W80核弾頭の外観。この画像より、米国の熱核兵器におけるプライマリーとセカンダリーの大きさと形状を推測することが出来る。

テラー・ウラム型は長い間、核兵器の最高機密事項と考えられており、今日でも機密情報の“壁の向こう側”のものとして公式文書では詳細が語られることはない。米国エネルギー省の主義は、“情報漏洩”が起きた際にはこれを認めないというものである。この理由は、もし情報漏洩を認めるとその内容の正確性を裏付けてしまうことになるためである。
核弾頭容器（核弾頭自体の物理形状は当然含まれない）の画像を除いては、テラー・ウラム型に関する公開情報のほとんどは米国エネルギー省の簡潔な声明と、何人かの独立した調査官の監視により規制されている。
以下は、テラーウラム型の“公開”例に導いたいくつかの事例に対する短い考察であり、上記で述べた基本的な概要との相違点についても述べる。

### 米国エネルギー省の声明
1972年に米国エネルギー省は、“熱核兵器に関する真実として、核分裂性のプライマリーを核融合燃料であるセカンダリーの核融合反応の起爆に使っている”ことに関する機密解除の声明を発表し、さらに1979年には“事実として熱核兵器では、核分裂爆発で生ずる放射線を、核分裂部分とは別になっている核融合燃料の圧縮と起爆に使っている”という内容も付け加えた。この後から追加された内容に対してエネルギー省は、“この声明に関するいかなる内容も機密事項となる”と明記した。
この記述は、1991年に機密解除された“スパーク・プラグ”に関する内容（“事実として核分裂性物質は数種類のセカンダリーの中に存在するが、この材質、位置、使用方法、および使われている兵器に関しては公開しない”）にも適用される。さらに1998年には、“事実として、ある物質が放射線の経路、および経路の充填物として存在するが、詳細は公開しない”という内容も機密解除したが、これはポリスチレン発泡剤（または類似した材質）について触れたものだと推定される。
これらの声明がテラー・ウラム型のいくつか、または全てのモデルの解釈に対して立証することになるのかどうか注目されたが、米国政府は核兵器の詳細技術に関しての公式文書では（スミス・レポートのように）故意に内容を曖昧にしていた。他の情報、例えば初期の核兵器がどのような核燃料を使用していたか等は既に機密解除されているが、当然ながら正確な技術情報はまだ機密のままである。

### The Progressive 誌のケース
現在考えられているテラー・ウラム型の動作原理のほとんどは、米国のジャーナリストであり反兵器の活動家ハワード・モーランドが1979年に雑誌に発表した“水爆の機密”という記事により一般に認識されたもので、米国エネルギー省は事前にこの記事の検閲をすることが出来なかった。1978年にモーランドは、軍備拡張競争に注目を集め、核兵器と核の機密の重要性に関する公式文書に対して一般民衆が疑問を感じる権利を与えるために、“最後に残された機密”を公開することを決めた。水爆がどのように動作するかに対するモーランドの考えのほとんどは、高度にアクセスが可能な情報源（彼の考えに賛同した、ほかならぬアメリカ百科事典から得た図面等）から集められたものであった。モーランドはまた、（時には非公式に）ロスアラモスの著名な科学者たちに（テラーとウラムを含む。しかし両者はモーランドに有益な情報を提供することはなかった）インタビューし、時にはソーシャル・エンジニアリングの手法を使って科学者たちに情報提供をけしかけた（例えば、“彼らはまだスパーク・プラグを使っているの？”というような質問を使って。たとえ相手が後の言葉が何に関して言及したか気が付かなかったとしても）。
モーランドは結局、“機密”の内容はプライマリーとセカンダリーは別々に爆弾容器内に置かれており、プライマリーからの放射圧力がセカンダリーを起爆する前に圧縮する、という結論に達した。この記事の（The Progressive 誌として出版される）初期原稿は、モーランドの目標に反対する教授の手に落ちた後にエネルギー省に送られたが、エネルギー省は記事の出版停止を求め、裁判所から略式の一時差し止め命令を出させた。エネルギー省はモーランドの情報は、(1)おそらく機密の情報源から得ている、(2)そうでなければ、1954年版の原子力行動法の“生まれながらの機密”条項の機密情報に該当する、(3)非常に危険であり、核の拡散を助長する、と主張した。
モーランドと彼の弁護士は全ての点では合意していなかったが、記事の差し止めは承諾された。このケースでの判断は、安全のために記事の差し止めが承諾されたと思われたが、モーランドと彼の協力者たちは米国政府に記事の差し止め解除を要求した。
しかしさらに複雑な状況として、エネルギー省が主張していた“機密”情報は、数年前に既に学生用の百科事典に記載されて出版されていたため、今回のケースはクリアになる方向に向かい始めていた。さらに水爆の研究家であるチャック・ハンセンは、“機密”に対する彼独自の考え（モーランドのものとはかなり異なる)をウィスコンシン新聞で発表したため、エネルギー省は The Progressive 誌に対する訴訟を取り下げて雑誌の出版を許可し、雑誌は1979年10月に出版された。しかしながらモーランドは、爆弾の動作として放射圧縮法よりむしろ（ポリスチレンの）発泡媒体がセカンダリーの圧縮に使用されているという考えに変わり、さらにセカンダリー内には放射性物質で出来た“スパーク・プラグ”が使われているとした。彼はこの考えの変更を1ヶ月後の The Progressive 誌上に、政府に対する要求の経過報告の一部として短い“エラッタ”を発表した。1981年にモーランドは、彼の経験と、彼を“機密”の結論に至らせた経緯をまとめた本を出版した。
エネルギー省が検閲を試みようとしたことから、モーランドの記事は少なくとも一部分は正しいと解釈されている（公開された記事の中で、エネルギー省が認めていない“秘密の”材料に対してのアプローチで、数回の内1回で彼らの通常のやり方を破っていた。しかし記事にどの程度の情報が欠けているのか、またどの程度の情報が誤っているのかは、他の機密と共に分かっていない）。難しいことに、いくつかの国ではテラー・ウラム型の兵器を開発中であるが（しかしおそらく彼らは、イギリスのようには内容を理解していない）、記事の情報が熱核兵器の製造に寄与する可能性は低いと考えられている。それにもかかわらず、モーランドが1979年に発表した内容は、現在のテラーウラム型の仕様に関する推測の基礎とされている。

## 相違点
機密の壁の内側からの情報を持つと主張する情報源は、テラー・ウラム型には幾つかのバリエーションがあることを示唆している。これらがテラー・ウラム型の小さな違いによる“バージョン”か、あるいは上記の説明と矛盾するものであっても、現在の解釈を更新するものになる。

### リチャード・ローズの「原爆から水爆へ 」の中での“アイビー・マイク装置”
1995年に出版された本「原爆から水爆へ — 東西冷戦の知られざる内幕」で、作家のリチャード・ローズはアイビー・マイクの“ソーセージ”装置内部の構成詳細を述べており、これは計画に関わった多くの科学者と技術者に行ったインタビューから得た情報を基にしていた。ローズによれば、“マイク”装置の中にはポリスチレンが使用されていたが、これはプラズマの発生源としてではなかった（プライマリーからの放射線は、セカンダリーを圧縮するのに十分であったためとされている）。これは“マイク”装置に限って適用されたものなのか、あるいはテラー・ウラム型に共通なものなのかは不明であり、発泡剤の役割と正確な放射線の伝達機構に関して潜在的な疑問を投げ掛けるものである。

### W88の意外な新事実

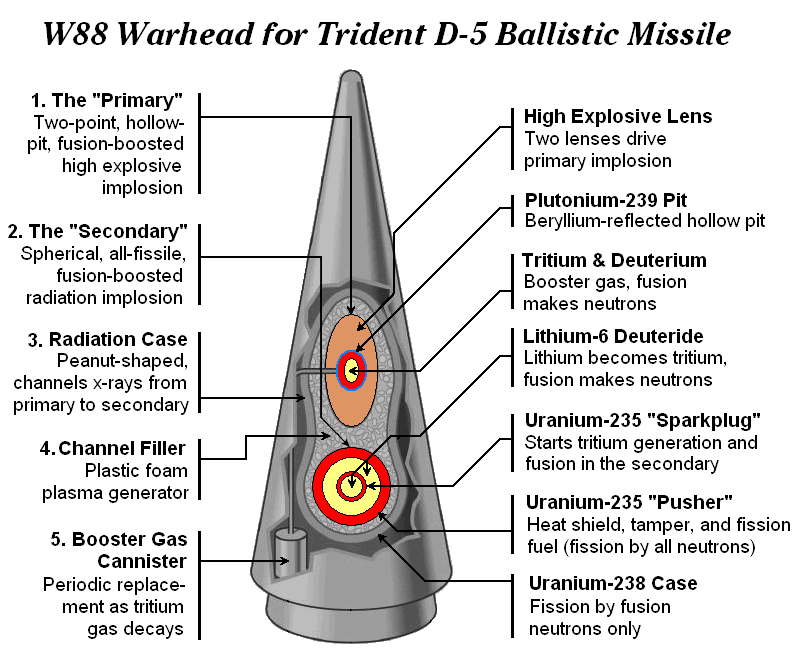
W88に関して1999年に報道された内容では、プライマリーは回転楕円体であり、セカンダリーは球体であることを暗示するものであった。

1991年にサンノゼ・マーキュリー新聞の記者は、トライデントII型SLBMに搭載されるMIRVの小型核弾頭W88についてレポートし、W88は回転楕円体（卵形、またはスイカ形）のプライマリー（暗号名は“コモド”）と、球体のセカンダリー（暗号名は“カーサ”）を内部に持ち、特別な（ピーナッツに似た）形状の放射性物質の容器に入っていると報告した。この報告から4ヶ月後に、ニューヨーク・タイムズのウィリアム・ブロードは1995年に起きた中国からの二重スパイに関するレポートを行い、スパイがもたらした情報によって中国はW88核弾頭の詳細を知った可能性があると伝えた（この調査は結局、中国人スパイのウェン・フー・リー（李文和）の裁判で敗訴をもたらした）。もしこの内容が事実であれば、テラー・ウラム型のバリエーションとしてMIRV化核弾頭の小型化が可能であることを示している。
回転楕円体のプライマリーが実際に存在することの価値は、プライマリーの直径で決まっていたMIRV化核弾頭の大きさを、（球形楕円体のプライマリーが正しく動作するなら）今までの高核出力の弾頭よりかなり小型化できることを示している。W88核弾頭は、最大径55cm、高さ175cmの大きさで、質量はおよそ360kg以下でありながら、核出力は最大475キロトンまで上げることが可能である。
小型の核弾頭は1基のミサイル内に多数を搭載することが可能であり、同様にミサイルの速度と射程を向上させることができる。
非球形のプライマリーに対する計算量は、球形のものに比べてより大量で難しいものとなり、例えば中国のような既存の核戦力に対して興味深いものとなっている（核出力が可変であることの情報になるため、彼らはもはや核実験を実施していない）。